# Michael Janker

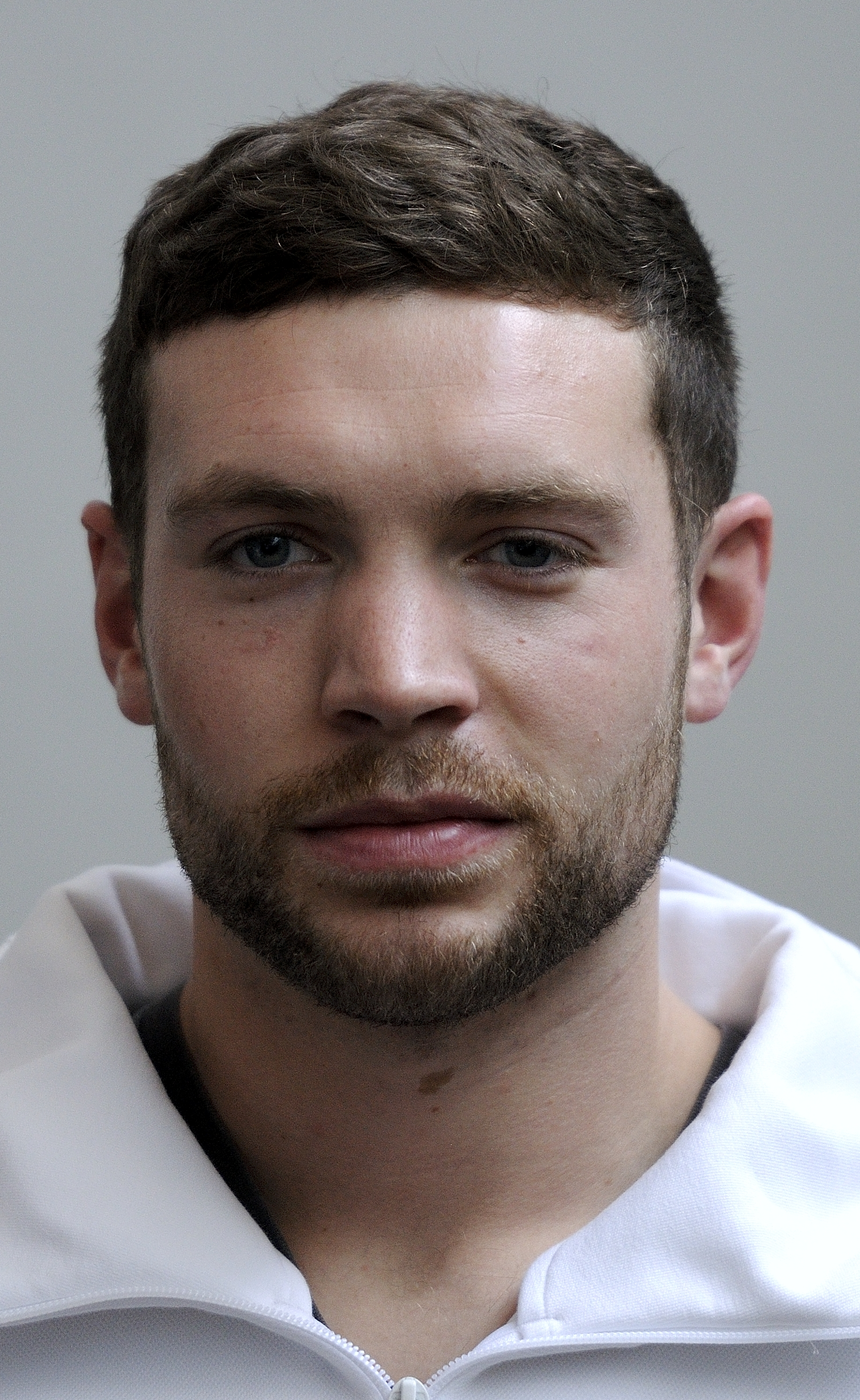
Michael Janker bei der Olympia-Einkleidung 2016

Michael Janker (* 23. März 1992 in Dießen am Ammersee) ist ein deutscher Sportschütze in den Disziplinen Luftgewehr und Kleinkalibergewehr.
Janker startet für die Königlich privilegierte Feuerschützengesellschaft Dießen am Ammersee von 1420. Bei den Junioren-Europameisterschaften 2011 belegte er den dritten Platz im Kleinkaliber-Dreistellungskampf. 2014 erreichte er mit der Luftgewehr-Mannschaft den neunten Platz bei den Europameisterschaften und den siebten Platz bei den Weltmeisterschaften. Bei den Europaspielen 2015 belegte er den fünften Platz im Dreistellungskampf auf 50 Meter. Mit dem Luftgewehr erreichte er den siebten Platz im Einzelwettbewerb und den neunten Platz mit der Mannschaft. Bei den Europameisterschaften 2015 war er Siebter im Dreistellungskampf und Achter mit der Luftgewehr-Mannschaft. Bei den Olympischen Spielen 2016 trat Janker mit dem Luftgewehr an, schied aber bereits in der Qualifikation aus.
Michael Janker ist Polizeianwärter bei der Bayerischen Bereitschaftspolizei.